# Милейчиці (гміна)
Гміна Милейчиці (пол. Gmina Milejczyce) — сільська гміна у східній Польщі. Належить до Сім'ятицького повіту Підляського воєводства. Адміністративний центр — село Милейчиці.
Станом на 31 грудня 2011 у гміні жило 2083 особи.

## Територія
Згідно з відомостями за 2007 рік площа гміни становила 151.79 км², у тому числі:
- орні землі: 53.00 %
- ліси: 40.00 %

Отже площа гміни становить 10.40 % площі повіту.

## Населення
Станом на 31 грудня 2011:
| Опис     | Загалом | Загалом | Чоловіки | Чоловіки | Жінки | Жінки |
| -------- | ------- | ------- | -------- | -------- | ----- | ----- |
| одиниця  | осіб    | %       | осіб     | %        | осіб  | %     |
| все      | 2083    | 100     | 972      | 46.66    | 1111  | 53.34 |
| міське   | 0       | 100     | 0        |          | 0     |       |
| сільське | 2083    | 100     | 972      | 46.66    | 1111  | 53.34 |

## Сусідні гміни
Гміна Милейчиці межує з такими гмінами: Ботьки, Дідковичі, Кліщелі, Нурець-Станція, Черемха.